# Ctenoplusia mapongua
Ctenoplusia mapongua är en fjärilsart som beskrevs av Holland 1894. Ctenoplusia mapongua ingår i släktet Ctenoplusia och familjen nattflyn. Inga underarter finns listade i Catalogue of Life.